# 小島幸保
小島 幸保（こじま さちほ、1972年7月7日 - ）は、大阪市出身の弁護士（大阪弁護士会所属）。血液型O型。

## 経歴
- 1991年、大阪女学院高等学校英語科卒業[1]。
- 1995年、関西学院大学法学部政治学科卒業。
- 1997年、司法試験合格。
- 司法修習（52期）を経て、2000年に弁護士登録。
- 2006年、小島法律事務所開設。同年よりNHKの「バラエティー生活笑百科」に出演する。
- 2011年3月、大阪工業大学知的財産専門職大学院知的財産専攻修了、知的財産修士（専門職）。
- 2011年4月、吉備国際大学知的財産学研究科准教授就任。（〜2018年3月）
- 2018年4月、関西学院大学大学院司法研究科（法科大学院）准教授就任。
- 2019年6月、株式会社グルメ杵屋 社外取締役就任。
- 2021年5月、株式会社幸和製作所 社外取締役就任。
- 2022年6月、西日本高速道路サービス・ホールディングス株式会社 社外監査役就任。

## 出演番組
- バラエティー生活笑百科（NHK）
- なるほど!（毎日放送） - シニア離婚急増 法律Q&A、裁判員制度Q&A、法律Q&A 夫婦のお金編、法律Q&A ペット編、法律Q&A 雇用問題編